# Szabács
Szabács (szerbül Шабац / Šabac [Sabac]) város Szerbiában, a Macsói körzet közigazgatási székhelye.

## Nevének eredete
Istvánffy Miklós szerint a várat építtetőjéről, Szendrő török parancsnokáról nevezték el. Az oszmán török saban = a muzulmán év 8. hónapja.

## Fekvése
Belgrádtól 65 km-re nyugatra, a Száva jobb partján fekszik.

## Története
A 13. századtól a török hódításig (1470) a Macsói bánság központja, amelyet 1454-ben Zaslon néven említenek először a középkori szerb állam részeként.
Isza boszniai pasa 1472-ben építtette várát a Száva jobb partján, amely inkább földvár volt, védelmének erejét a Száva mocsarai adták.  Az építés hírére Hunyadi Mátyás nyomban megostromolta, bár sikertelenül.[forrás?] 1475-ben Mátyás hosszan készülődött, majd 1476 januárjában ostrom alá vette 15 ezer katonával a várat, amelynek védőinek létszáma ekkor 1200 volt. Eleinte sikertelenül harcolt a nyugati hadszíntérhez szokott katonáival, de végül csellel – elvonulást színlelve, és a vár túlsó oldaláról támadva –  február 15-én elfoglalta. A vár viadalát beszéli el a legrégebbi eredetiben fennmaradt históriás ének (Szabács viadala), amelyet 1871-ben az Ung vármegyei Csicseren a Csicsery család oklevelei között találtak és amelyet valószínűleg egykor Mátyás király asztalánál énekeltek, dicsőítve a király tetteit. 1492-ben visszaverte a török ostromot. 1521. július 7-én Ahmed pasa serege a védők hősiessége ellenére bevette a várat.
1718 és 1739 között a pozsareváci béke értelmében Habsburg Birodalom része volt, de 1739-ben a belgrádi békével ismét a törököké lett. 1788. április 24-én rohammal foglalja el a császári sereg, később ismét a törökök kezére került. 1807. február 5-én a szerbek foglalták el a törököktől. 1813. október 5-én a törökök visszafoglalták. Az 1820-as évektől kezdve a város nagy fejlődésen ment keresztül. Ekkor épült az első kórház és gyógyszertár, itt alapították meg az első szerb nyelvű gimnáziumot, az első szerb színházat.
1867. április 10-én a szultáni ferman átadta a várat a szerbeknek. 1883-ban itt adták ki az első szerb újságot. A város fejlődése az első világháborúig tartott, amikor a harcokban súlyos károkat szenvedett, lakossága pedig a felére csökkent. 1914 augusztusában a szerb hadsereg a város közelében aratta első győzelmét a Monarchia csapatai felett. A háború után a város újra fejlődének indult, 1938-ban vegyi gyár épült itt.
1941-ben a németek szállták meg és területén koncentrációs tábort létesítettek, ahol 20 000 fogoly közül mintegy 7000 halt meg a kegyetlen bánásmód következtében. A várost 1944-ben a partizánok szabadították fel. A háború után Szabács modern ipari központtá fejlődött. Az 1970-es években sportcsarnok, szálloda, stadion, modern iskolák, óvodák épültek.

## Népesség
A városnak 2002-ben 55 163 lakosa volt, a hozzá tartozó 52 településsel együtt a község (járás) lakóinak száma kb. 130 000 fő volt.

## Sport
- FK Mačva Šabac labdarúgóklub